# Ladochóri
Ladochóri, en grec moderne : Λαδοχώρι, est un village du dème d'Igoumenítsa, district régional de Thesprotie, en Épire, Grèce.
Selon le recensement de 2011, la population du village s'élève à 867 habitants.